# Paul Abbott
Paul Abbott (Burnley, 22 de febrero de 1960) es un guionista y productor de televisión ganador del premio BAFTA. Además, es uno de los guionistas comerciales más exitosos de Inglaterra. Entre sus trabajos se encuentran: Coronation Street, Cracker y Shameless. También es responsable de la creación de series de los años 1990 muy famosas entre el público como Reckless, Touching Evil, Clocking Off y State of Play.

## Biografía
Abbott nació en el seno de una familia disfuncional siendo el séptimo de ocho hermanos. Cuando tenía nueve años, su madre abandonó el hogar familiar e inició una relación con otro hombre, y su padre falleció dos años después. Los hermanos Abbott pasaron al cuidado de su hermana mayor de diecisiete años, que estaba embarazada. En medio de este clima familiar disfuncional, Abbott hizo referencia a su profesor de inglés del "Barden High School" como un modelo de referencia positivo.
A causa de una violación sufrida por un desconocido a los once años de edad, Abbott intentó suicidarse saltando desde un tejado. Tras otro intento de suicidio dos años más tarde, fue ingresado en un centro de salud mental. Aunque fue dado de alta al poco tiempo, decidió por propia voluntad seguir asistiendo a la terapia. Fue reubicado en una familia estable de clase obrera, al mismo tiempo que empezó a asistir al colegio local "Sixth Form College" y a las reuniones del círculo de escritores Burnley. Empezó la carrera de psicología en 1980, pero no llegó a  finalizarla, decidiendo centrarsus esfuerzos en su carrera como guionista.

## Carrera
A los 22 años comenzó a trabajar como patrocinador en "The Radio Times", y dos años más tarde fue contratado por "Granada TV" como editor de guion para Coronation Street, convirtiéndose en la persona más joven en ocupar tal puesto en el programa. Trabajó durante los siguientes ocho años en Coronation Street como editor de guion hasta que en 1989 pasó a ser guionista. Durante ese periodo de tiempo Abbot también trabajó para otros programas de Granada TV.
En 1994 produjo la segunda temporada de Cracker en la misma televisión, el año siguiente escribió varios episodios para la serie. Abbott dio su salto estelar con Touching Evil (1997), tratándose de la primera serie fruto de su creación propia. La serie contaba con la participación del popular actor Robson Green y fue un éxito. En 2004 la fue adaptada para la televisión estadounidense "The USA Network".
En 1999, después de escribir Reckless y otras producciones para Granada, inició su colaboración con la productora independiente "Red Production Company". Participó en un episodio de la serie "Love in the 21st Century", televisado en el Canal 4, y en el 2000 creó y escribió la serie "Clocking off" para la misma productora, la cual fue emitida por la BBC. La primera temporada fue reconocida con el premio BAFTA a la mejor serie dramática. Abbott, por su parte, fue obsequiado con el RTS al mejor guionista. 
En 2001, escribió para Red la serie comedia-dramática Linda Green, la cual resultó ser menos exitosa que la anterior, siendo cancelada tras la segunda temporada. Un año más tarde creó el thriller político State of Play, dirigido por David Yates y producido por la BBC, en concreto por Hilary Bevan-Jones. En 2003, fundó su propia productora independiente junto a Bevan-Jones, Tightrope Pictures, en Soho de Londres. 
En 2004, el primer capítulo de Shameless fue emitido en el Canal 4. La serie estaba inspirada en las propias experiencias de Abbott a cerca de crecer en una familia disfuncional, la acción de la serie se situaba en la ciudad de Mánchester. 
En 2006 Abbott recibió el premio "Dennis Potter Outsanding Writing in Television" (Una escritura excepcional para televisión) y en julio del mismo año The Radio Times lo situó en el puesto nº 5 del "ranking de personas más sobresalientes del drama televisivo". Abbott era el guionista que se encontraba en el puesto más alto de las lista, estando por encima de él algunos actores y ejecutivos. Ese mismo año fue nombrado profesor externo por la Universidad de Salford mientras la Universidad Metropolitana de Manchester lo reconocía como Doctor.

## Proyectos reconocidos
| Producción                      | Notas | Difusión     |
| ------------------------------- | --- | ------------ |
| Dramarama                       | - "Blackbird Singing in the Dead of Night" (1988)                                                                                                | ITV          |
| Children's Ward                 | - 32 episodios (1989–1992) | ITV          |
| Coronation Street               | - 7 episodios (story associate, 1987-1989), 8 episodios (1991-1993)                                                                              | ITV          |
| Medics                          | - "Born Losers" (1995) | ITV          |
| Cracker                         | - "Best Boys: Part 1" (1995) - "Best Boys: Part 2" (1995) - "True Romance: Part 1" (1995) - "True Romance: Part 2" (1995) - "White Ghost" (1996) | ITV          |
| Reckless                        | - 6 episodios (1997) | ITV          |
| Touching Evil                   | - 16 episodios (1997–1999) | ITV          |
| Police 2020                     | - Unaired pilot (1997) | ITV          |
| Reckless: The Sequel            | - Television film (1998) | ITV          |
| Butterfly Collectors            | - Película de tv (1999) | ITV          |
| Cracker: Mind Over Murder       | - "First Love: Part 1" (1999) - "First Love: Part 2" (1999) - "Best Boys" (1999)                                                                 | ABC          |
| Love in the 21st Century        | - "Reproduction" (1999) | Channel 4    |
| The Secret World of Michael Fry | - 2 episodios (2000) | Channel 4    |
| Best of Both Worlds             | - 3 episodios (2001) | BBC One      |
| Clocking Off                    | - 13 episodios (2000-2002) | BBC One      |
| Linda Green                     | - 7 episodios (2001-2002) | BBC One      |
| Tomorrow La Scala!              | - Película característica (coescrita with Francesca Joseph, 2002)                                                                                | N/A          |
| State of Play                   | - 6 episodios (2003) | BBC One      |
| Alibi                           | - Película de tv (2003) | ITV          |
| Shameless                       | - 130 episodios (2004–2013) | Channel 4    |
| Mrs In-Betweeny                 | - Película de tv (2008) | BBC Three    |
| Exile                           | - 3 episodios (2011) | BBC One      |
| Hit and Miss                    | - 6 episodios (2012) | Sky Atlantic |
| Twenty8k                        | - Película característica (coescrita con Jimmy Dowdall, 2012)                                                                                    | N/A          |
| No Offence                      | - 8 episodios (2015) | Channel 4    |

## Premios y nominaciones
| Año  | Premio                                | Trabajo                | Categoría | Resultado | Referencia |
| ---- | ------------------------------------- | ---------------------- | --- | --------- | ---------- |
| 1993 | Writers' Guild of Great Britain Award | Coronation Street      | TV – Serie dramática(with Martin Allen, Ken Blakeson, Frank Cottrell Boyce, Tom Elliott, Barry Hill, Stephen Mallatratt, Julian Roach, Adele Rose, Patrea Smallacombe, John Stevenson, Peter Whalley, Mark Wadlow and Phil Woods) | Ganador   |            |
| 1995 | British Academy Television Awards     | Cracker                | Mejor serie de drama | Ganador   |            |
| 1996 | Writers' Guild of Great Britain Award | Cracker                | TV – Serie dramática (with Jimmy McGovern) | Ganador   |            |
| 1998 | Edgar Allan Poe Awards                | Cracker: "White Ghost" | Mejor Miniserie | Nominado  |            |
| 1998 | British Academy Television Awards     | Touching Evil          | Mejor serie dramática (with Jane Featherstone) | Nominado  |            |
| 1998 | Royal Television Society Awards       | Touching Evil          | Mejor escritor | Nominado  |            |
| 1998 | Royal Television Society Awards       | Reckless               | Mejor escritor | Nominado  |            |
| 2001 | Royal Television Society Awards       | Clocking Off           | Mejor escritor | Nominado  |            |
| 2001 | British Academy Television Awards     | Clocking Off           | Mejor serie dramática (with Nicola Shindler and Ann Harrison-Baxter) | Ganador   |            |
| 2002 | TRIC Awards                           | Linda Green            | Comedia (with Beryl Richards and Matthew Bird) | Ganador   |            |
| 2002 | British Academy Television Awards     | Clocking Off           | Mejor serie dramática (with Nicola Shindler and Juliet Charlesworth) | Nominado  |            |
| 2003 | British Academy Television Awards     | Clocking Off           | Mejor serie dramática (with Nicola Shindler and Juliet Charlesworth) | Nominado  |            |
| 2003 | British Academy Television Awards     | State of Play          | Mejor serie dramática (with David Yates and Hilary Bevan Jones) | Nominado  |            |
| 2004 | British Academy Television Awards     | Shameless              | Premio Dennis Potter | Ganador   |            |
| 2004 | Broadcasting Press Guild Awards       | Shameless              | Mejor escritor | Ganador   |            |
| 2004 | Prix Italia                           | Shameless              | TV Drama - Series y Seriales (con Mark Mylod, Dearbhla Walsh y Jonny Campbell) | Ganador   |            |
| 2004 | Golden Nymph                          | State of Play          | Mini-Series - Mejor guion | Ganador   |            |
| 2005 | Broadcasting Press Guild Awards       | State of Play          | Premio al mejor escritor | Ganador   |            |
| 2005 | Edgar Allan Poe Awards                | State of Play          | Mini-Series Teleplay | Ganador   |            |
| 2005 | Primetime Emmy Awards                 | The Girl in the Café   | Mejor creador para una película de tv (con Richard Curtis y Hilary Bevan Jones) | Ganador   |            |
| 2005 | British Comedy Awards                 | Shameless              | Mejor comedia dramática tv | Ganador   |            |
| 2005 | Royal Television Society Awards       | Shameless              | Mejor guionista | Ganador   |            |
| 2006 | Royal Television Society Awards       | Shameless              | Mejor guionista | Nominado  |            |
| 2006 | Banff Rockie Award                    | Shameless              | Mejor serie | Nominado  |            |
| 2007 | Royal Television Society Awards       | Instinct               | Mejor serie dramática (with Terry McDonough, Paul Frift and Hilary Bevan Jones) | Ganador   |            |
| 2008 | TRIC Awards                           | Shameless              | Mejor serie dramática | Nominado  |            |
| 2009 | British Academy Television Awards     | Shameless              | Mejor serie dramática (with George Faber, John Griffin and Johann Knobel) | Nominado  |            |
| 2009 | TV Quick Awards                       | Shameless              | Mejor serie dramática | Nominado  |            |
| 2010 | TV Quick Awards                       | Shameless              | Mejor serie dramática | Nominado  |            |
| 2010 | TRIC Awards                           | Shameless              | Mejor programa de tv | Nominado  |            |
| 2011 | TV Quick Awards                       | Shameless              | Mejor serie dramática | Nominado  |            |
| 2011 | National Television Awards            | Shameless              | Serie dramática más popular | Nominado  |            |
| 2012 | British Academy Television Awards     | Shameless              | Mejor serie dramática (con George Faber, David Threlfall y Lawrence Till) | Nominado  |            |
| 2014 | OFTA Television Awards                | Shameless              | Mejor guion en series de comedia (conJohn Wells, Nancy Pimental, Etan Frankel, Sheila Callaghan, Davey Holmes y Krista Vernoff)                                                                                                   | Nominado  |            |